# باشگاه فوتبال رور-گواردیا بیشکک
باشگاه فوتبال روور-گواردیا بیشکک یک باشگاه فوتبال مستقر در بیشکک، قرقیزستان است که در لیگ برتر قرقیزستان بازی می‌کند.